# 1964 у Миколаєві
| Роки в Миколаєві ← • 1901 • 1902 • 1903 • 1904 • 1905 • 1906 • 1907 • 1908 • 1909 • 1910 • 1911 • 1912 • 1913 • 1914 • 1915 • 1916 • 1917 • 1918 • 1919 • 1920 • 1921 • 1922 • 1923 • 1924 • 1925 • 1926 • 1927 • 1928 • 1929 • 1930 • 1931 • 1932 • 1933 • 1934 • 1935 • 1936 • 1937 • 1938 • 1939 • 1940 • 1941 • 1942 • 1943 • 1944 • 1945 • 1946 • 1947 • 1948 • 1949 • 1950 • 1951 • 1952 • 1953 • 1954 • 1955 • 1956 • 1957 • 1958 • 1959 • 1960 • 1961 • 1962 • 1963 • 1964 • 1965 • 1966 • 1967 • 1968 • 1969 • 1970 • 1971 • 1972 • 1973 • 1974 • 1975 • 1976 • 1977 • 1978 • 1979 • 1980 • 1981 • 1982 • 1983 • 1984 • 1985 • 1986 • 1987 • 1988 • 1989 • 1990 • 1991 • 1992 • 1993 • 1994 • 1995 • 1996 • 1997 • 1998 • 1999 • 2000 • → |

1964 у Миколаєві — список важливих подій, що відбулись у 1964 році в Миколаєві. Також подано перелік відомих осіб, пов'язаних з містом, що народились або померли цього року, отримали почесні звання від міста.

## Події

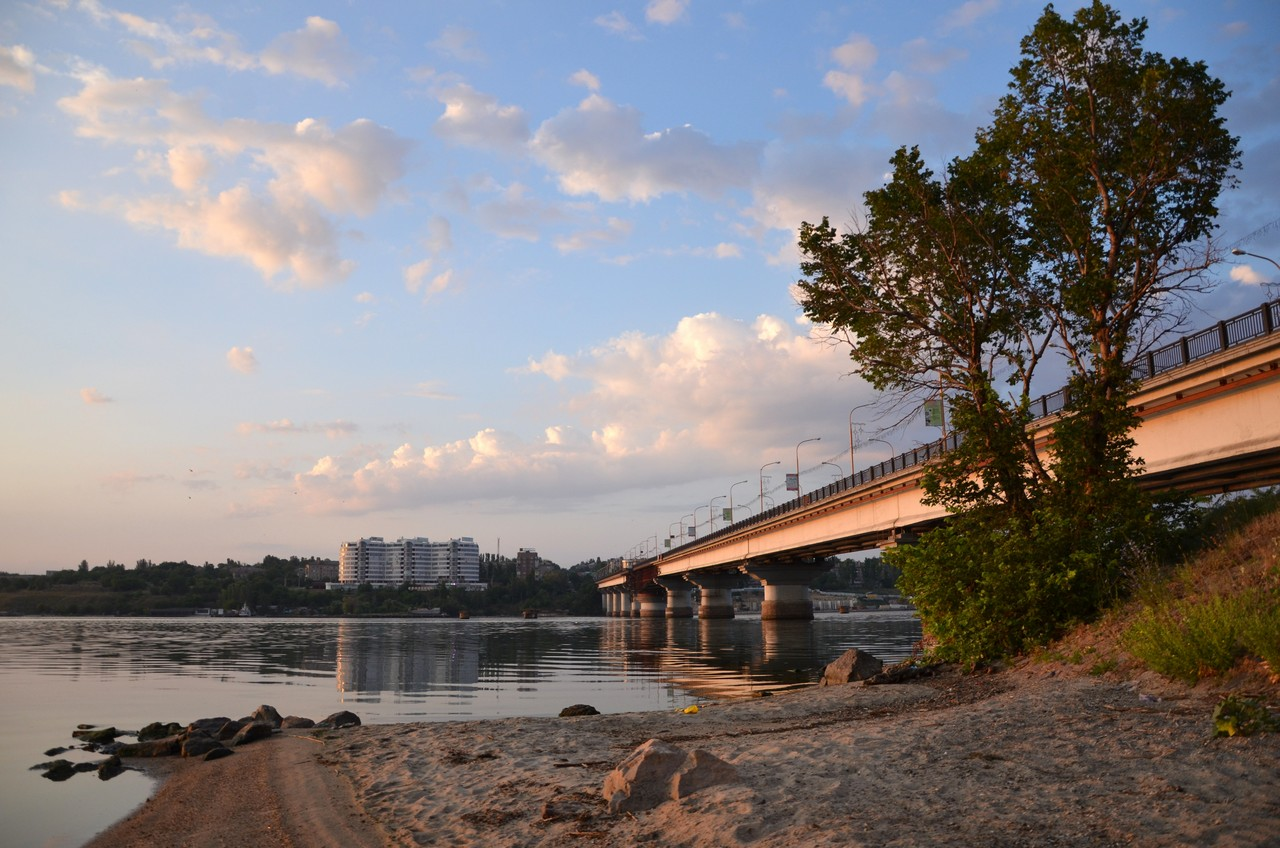
Варварівський міст

- 28 березня на розі вулиць Громадянська і Заводська встановлено погруддя Костянтину Ольшанському — командиру десантного загону, який зайняв та утримав плацдарм при звільненні Миколаєва від німецької окупації у березні 1944.
- 18 липня відкрито рух Варварівським мостом, а 27 серпня він був зданий Державній комісії.
- 17 жовтня на заводі імені 61 комунара спущено на воду великий протичовновий корабель ВМС СРСР проєкту 61, що затонув в результаті аварії в 1974 році у Чорному морі.

## Особи

### Очільники
- Григорій Яні змінив Никифора Парсяка на посаді голови виконавчого комітету Миколаївської міської ради.
- 1-й секретар Миколаївського міського комітету КПУ — Васляєв Володимир Олександрович.

### Почесні громадяни
- Гребенюк Микита Андрійович — Герой Радянського Союзу, учасник десанту Ольшанського.
- Лисицин Юрій Єгорович — Герой Радянського Союзу, учасник десанту Ольшанського.
- Медведєв Микола Якович — Герой Радянського Союзу, учасник десанту Ольшанського.
- Павлов Юхим Митрофанович — Герой Радянського Союзу, учасник десанту Ольшанського.
- Хакімов Михайло Кобірович — Герой Радянського Союзу, учасник десанту Ольшанського.
- Щербаков Микола Митрофанович — Герой Радянського Союзу, учасник десанту Ольшанського.

### Народились
- Садиков Олександр Валерійович (нар. 12 вересня 1964 р., Миколаїв) — український політик, голова Миколаївської обласної державної адміністрації (з січня 2005 до липня 2007).
- Чивюк Микола Васильович (нар. 24 вересня 1964, Новогригорівка, Казанківський район, Миколаївська область) — український політик. Член КПУ (з 1993); колишній народний депутат України. Випускник Миколаївського педагогічного інституту.
- Кравченко Олександр Анатолійович (10 серпня 1964, Миколаїв — 9 лютого 2015, Логвинове) — молодший сержант Збройних сил України, учасник російсько-української війни.
- Фоменко Олександр Олександрович (нар. 8 січня 1964, Миколаїв, УРСР) — радянський та український футболіст, захисник, пізніше — футбольний тренер. У складі клубу «Суднобудівник»/«Евіс» провів 208 матчів, забив 9 голів.
- Брунджадзе Ніязі Ізетович (нар. 15 квітня 1964, Батумі, Грузинська РСР) — радянський, український та грузинський футболіст, півзахисник. У складі клубу «Суднобудівник»/«Миколаїв» провів 71 матч, забив 1 гол.

### Померли
- Кудрявцева Ольга Миколаївна (8 лютого 1896, Миколаїв — 16 квітня 1964, Харків) — українська скульпторка, членкиня Спілки Художників України, доцентка Харківського художнього інституту.
- Олександр Шайхет (нім. AlexanderSchaichet; 23 червня 1887, Миколаїв, Російська імперія — 19 серпня 1964, Цюрих, Швейцарія) — швейцарський диригент і скрипаль, альтист, музичний педагог.
- Хана Шнеєрсон (івр. חנה שניאורסון 12 січня 1880, Миколаїв, Миколаївська губернія, Російська імперія — 12 вересня 1964, Бруклін, Нью-Йорк, США) — ребецн, дружина головного рабина Катеринослава Леві Іцхака Шнеєрсона, мати Сьомого Любавічеського Ребе Менахем-Мендл Шнеєрсона.